# Amis publics
Amigos públicos es una película francesa estrenada el 17 de febrero de 2016. Sobre una idea original de John Eledjam, la cinta está producida sobre todo por Kev Adams y realizada por Edouard Pluvieux.

## Sinopsis
Con el fin de realizar el sueño de su hermano pequeño que tiene cancer, Léo y sus colegas Lounès y Franck organizan un falso atraco… pero el día indicado, el taxi se equivoca de banco... El falso atraco resulta un verdadero atraco a mano armada. Comienza entonces la aventura extraordinaria de los Amigos Públicos. Entre los Robin-Hood de los Bancos y los policías, nada funciona en la ciudad de Lyon...

## Ficha técnica
- Realización: Édouard Pluvieux
- Guion: John Eledjam, Gregory Boutboul, Kev Adams, sobre una idea original de John Eledjam
- Imagen: Guillaume Schiffman
- Producción:  Kev Adams, Elisa Soussan
- Distribución: La Guapa Company
- Fecha de salida:  Francia 17 de febrero 2016borde|20x20px

## Reparto
- Kev Adams: Léo Perez
- Paul Bartel: Ben Perez, hermano menor de Léo
- John Eledjam: Franck
- Vincent Elbaz: Bartoloméo
- Chloé Coulloud: Ana
- Majid Berhila: Lounès
- Guy Lecluyse: Bruno Adgé
- Frank Bellocq: Éric Rosa
- Malonn Levana: Émilie